# Ventoso

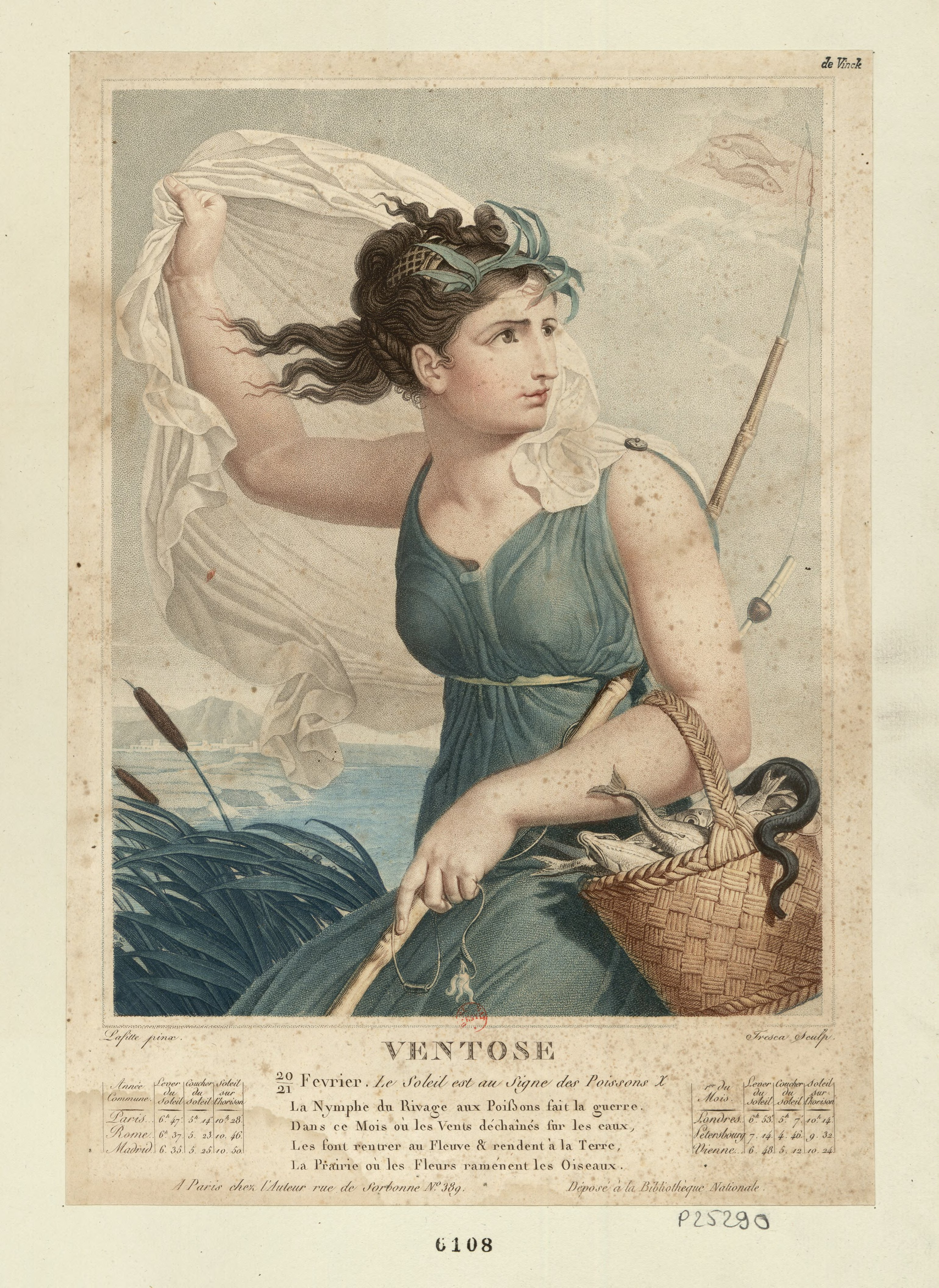
Alegoria do Ventoso

Ventoso (ventôse em francês) era o sexto mês do Calendário Revolucionário Francês que esteve em vigor na França de 22 de setembro de 1792 a 31 de dezembro de 1805.
O ventoso correspondia geralmente ao período compreendido entre 19 de fevereiro e 21 de março do calendário gregoriano; recobrindo, aproximadamente, o período durante o qual o sol atravessa a constelação zodiacal de Peixes.
O nome se deve aos "aguaceiros e ao vento que vem secar a terra de fevereiro a março", de acordo com os termos do relatório apresentado à Convenção em 3 brumário do ano II (24 de outubro de 1793) por Fabre d'Églantine, em nome da "comissão encarregada da confecção do calendário".